# Budgetrecht
Het budgetrecht is het recht van het parlement (Eerste en Tweede Kamer) in Nederland om wijzigingen inzake de Rijksbegroting goed of af te keuren. Via het budgetrecht wordt er over de begrotingsvoorstellen van het kabinet gestemd. Het budgetrecht is een van de vier rechten die vallen onder het recht op informatie.
De derde dinsdag in september staat bekend als Prinsjesdag, de dag van de miljoenennota. Op die dag dienen alle ministers hun begrotingen in. Begrotingen worden vastgesteld bij formele wet, de Staten-Generaal gaan over formele wetten en moeten elke begroting dus goedkeuren. Naar aanleiding van de begrotingen wordt er vaak dagenlang gedebatteerd met ministers. Kamerleden willen uitleg of bijstelling van de begroting. Het recht om uitleg te vragen en waar nodig de begroting bij te stellen, heet het budgetrecht. In het uiterste geval kunnen de Staten-Generaal een begroting afkeuren, maar dat gebeurt eigenlijk nooit. Wel komen er vaak wijzigingen voor, want als een meerderheid van het parlement voor wijziging van een begroting is, dan moet de wijziging worden doorgevoerd.
Achteraf is het kabinet ook verantwoording schuldig aan het parlement voor de in een bepaalde periode (meestal een jaar) gevoerde begrotingspolitiek.